# Červený Újezd (Nyugat-prágai járás)
Červený Újezd település Csehországban, Nyugat-prágai járásban. Červený Újezd Hostouň, Svárov, Unhošť, Pavlov, Ptice, Úhonice, Hostivice, Jeneč és Chýně településekkel határos. Lakosainak száma 1658 fő (2024. január 1.).

## Népesség
A település lakosságának változását az alábbi diagram mutatja:
| Lakosok száma | 746  | 828  | 910  | 729  | 684  | 763  | 1216 | 1393 | 1527 | 1658 |
|               | 1869 | 1890 | 1921 | 1950 | 1980 | 2001 | 2017 | 2019 | 2022 | 2024 |